# Dolmen de Can Gurri
El dolmen de Can Gurri es un monumento megalítico que se encuentra en el Parque de la Cordillera Litoral, en el municipio español de Santa Maria de Martorellas, provincia de Barcelona. También es conocido como el dolmen del Collet de Can Gurri, dolmen de la fuente de Gurri o roca de Mayal.

## Descripción
Se  conservan las losas verticales de la cámara y algunas de la galería. De la cubierta solo queda una pequeña losa. La cámara tiene 2,40 metros de longitud por 1,20 de anchura. Todo el conjunto permite hacerse una idea bastante buena del que es un dolmen del tipo galería. Cuando Antonio Guilleumes lo descubrió el 1952, todavía conservaba una parte del túmulo, de unos 10 metros de diámetro. Hoy en día, se puede adivinar el área gracias a la dispersión de piedras alrededor del dolmen, más o menos ordenadas, que formaban parte del monumento. En el interior de la cámara había un pavimento formado por tres capas de piedras, donde se encontró un puñal de bronce, puntas de flecha, una punta de lanza y fragmentos de cerámica hallstática y campaniforme. Estos hallazgos han permitido determinar la fase de uso del dolmen en el segundo milenio antes de Cristo.

## Acceso
Está ubicado en Santa Maria de Martorellas: a la altura del km 4 de la carretera de Granollers al Masnou se encuentra la entrada a la urbanización Alella Park. Hay que ir subiendo hasta llegar a la parte más alta (donde se acaba el asfalto), dejar el coche, pasar una valla y continuar por un camino ancho. Inmediatamente después, se encuentra una curva y se toma el camino a mano derecha. Se continúa andando hasta encontrar otro cruce con una torre de alta tensión. Cogiendo el camino de la derecha, que es descendente, 120 metros más adelante, a mano izquierda, hay un gran pino que tiene las ramas cortadas. Puede servir de referencia para encontrar un camino que empieza con unas escaleras y se adentra hasta llegar (18–20 metros más allá) al dolmen. UTM: 31 N - 439983 - 4596351.